# Trachea intensiva
Trachea intensiva är en fjärilsart som beskrevs av W. Warren 1911. Trachea intensiva ingår i släktet Trachea och familjen nattflyn. Inga underarter finns listade i Catalogue of Life.